# 淡黄柳
淡黄柳，词牌名。姜夔自度曲，《白石道人歌曲》记载宫调为正平调。六十五字，前片三仄韵（《钦定词谱》作五仄韵，龙榆生《唐宋词格律》为三仄韵），后片五仄韵。

## 词牌格式
平平仄仄，平仄平平仄。仄仄平平平仄仄。仄仄平平仄仄，平仄平平仄平仄。
仄平仄。平平仄平仄。仄平仄，仄平仄。仄平平仄仄平平仄。仄仄平平，仄平平仄，平仄平平仄仄。

## 例词
空城晓角，吹入垂杨陌。马上单衣寒恻恻。看尽鹅黄嫩绿，都是江南旧相识。
正岑寂，明朝又寒食。强携酒、小桥宅。怕梨花落尽成秋色。燕燕飞来，问春何在，唯有池塘自碧。——姜夔